# Аксай (Ростовска област)
Аксай (на руски: Аксай) е град в Русия, административен център на Аксайски район, Ростовска област. Населението му през 2012 година е 42 500 души.